# Waldbronn
Waldbronn je općina u njemačkoj pokrajini Baden-Württemberg, u okrugu Karlsruhe.

## Stanovništvo
Waldbronn ima 12.392 stanovnika u tri naselja: Busenbachu, Etzenrotu i Reichenbachu.

## Ugovori o partnerstvu
- Esternay, Francuska
- Saint-Gervais Mont-Blanc, Francuska
- Monmouth, Wales
- Reda, Poljska
- Stadtilm, Njemačka

## Vanjske poveznice
- Službena stranica (njem.)

### Ostali projekti
|  | Zajednički poslužitelj ima još gradiva o temi Waldbronn |